# Рудник Анкор
Рудник Анкор (Anchor) — колишній гірничодобувний майданчик на австралійському острові Тасманія. Також відомий як копальня Blue Tier.
Алювіальні поклади олова виявили в районі Анкор в 1880 роках, а в 1881-му для їх розробки створили Anchor Tin Mining Company і того ж року гужовим транспортом вивезли перші тони руди. Враховуючи важливість логістичного питання, узялись за будівництво звивистої колії з дерев'яних рейок завдовжки 3,8 кілометра. Руду видобували відкритим способом, проте доводилось використовувати дробарки, щоб вивільнити цільовий мінерал з гранітних порід. Станом на листопад 1884 року видобули 157 тонн оксиду олова (19 тисяч тонн руди), після чого проєкт зупинили через нерентабельність.
У 1886-му майно копальні викупили нові власники, що узялись за встановлення іншого, більш ефективного обладнання та узялись за промивку руди. Втім, їм також не вдалось досягнути успіху і в 1894 році права на родовище продали наступному інвестору. При цьому за період з 1888 по 1892 роки видобули 137 тонн оксиду олова (13 тисяч тонн руди).
У 1896-му узялись за модернізацію колії із заміною рейок на залізні. Колія дозволяла спускати руду на 180 метрів, використовуючи силу тяжіння, тоді як повернення порожніх вагонів назад здійснювали за допомогою коней. Ще одним вдосконаленням став завершений у 1897-му водовід, після чого протягом кількох років середня продуктивність копальні становила 39 тисяч тонн руди на рік (але вміст у ній олова поступово знижувався — від 0,39 % до 0,35 %). Загальний видобуток з 1898 року по червень 1902-го досягнув близько 680 тонн оксиду олова, для чого знадобилось вилучити 169 тисяч тонн руди.
Місцевих водних ресурсів було недостатньо для забезпечення потреб копальні, тому в 1902-му завершили масштабний інвестиційний проєкт, за яким ввели в дію водопровід від річки Норт-Джордж-Рівер довжиною 48 кілометрів, який до того ж забезпечив напір на 38 метрів вищий за показник попереднього водоводу.
Того ж 1902 року копальня отримала власний плавильний завод, здатний виробляти 40 тонн оксиду олова на місяць. Втім, фактичне виробництво на той момент не перевищувало 45 тонн на квартал, до того ж при спробі пробного запуску піч дістала значні пошкодження, що змусило відтермінувати введення плавильного майданчика в експлуатацію.
Модернізація копальні нарешті принесла свої результати і вона вперше почала приносити прибуток, а для компенсації виснаження запасів в 1911-му ввели в дію ще один добувний майданчик, який знаходився значно вище та видавав руду за допомогою канатної дороги (до того ж його продукція мала вищий вміст олова). Ще одним позитивним фактором стало суттєве зростання ціни на олово в 1912—1913 роках, втім, одночасно Тасманію охопила посуха, так що незважаючи на сприятливий момент в 1913 році копальня знизила виробнцитво та змогла вилучити лише 86 тисяч тонн руди.
У 1914-му на тлі падіння ціни олова на чверть рудник зупинили, при цьому накопичений видобуток з липня 1902-го досягнув 2 тисячі тонн оксиду олова, для чого знадобилось вилучити 1,22 млн тонн руди.
Наступного десятиліття роботи на родовищі відновила створена в 1922 році компанія Blue Tier Tin Mines, дані про діяльність якої доволі обмежені. Втім, відомо, що в першому кварталі 1928 року вона переробила 1,1 тисячі тонн «багатої» руди з вмістом цілового компоненту у 0,4 %. Також відомо, що в 1934—1935 роках вдобули 113 тонн оксиду олова (20 тисяч тонн руди).
У 1936-му рудник перейшов під контроль нової компанії Tasman Tin NL, яка здійснила певні інвестиції та змогла збільшити виробництво. На 1938-й припало чергове падіння ціни олова, так що подальші інвестицій припинились, а наприкінці 1942-го копальню закрили, тепер вже надовго. Всього за період з 1936 по 1942 роки накопичений видобуток досягнув 250 тонн оксиду олова (133 тисячі тонн руди).
Останній етап розробки припав на 1989—1996 роки, при цьому тепер використовували підземний метод, що дав доступ до «багатої» руди зі вмістом цільового компоненту від 0,4 % до 0,6 %. У цей період компанії Sperctrum Resources та Mancala вилучили 2015 тисяч тонн руди та отримали 1110 тонн окисду олова.
Загальний накопичений результат роботи копальні за всі періоди існування досягнув 1,8 млн тонн руди та близько 4650 тонн оксиду олова.